# Combretum edwardsii
Combretum edwardsii Exell, es una especie de planta de la familia Combretaceae.

## Descripción
Es una rara planta de bosque, endémicas de la región oriental de Sudáfrica. Tiene el hábito de trepador y los tallos pueden a menudo estar postrados en el suelo del bosque o en las cimas de los acantilados. Al igual que ocurre con algunas otras especies de Combretum, las hojas asumen los colores de otoño antes de caer. La planta florece en primavera y produce frutos con cuatro alas que alcanzan la madurez a finales de verano.

## Taxonomía
Combretum edwardsii fue descrita por Arthur Wallis Exell  y publicado en Bol. Soc. Brot. II, 42: 19 1968.